# Karl Aschoff
Karl Aschoff (* 12. Juli 1867 in Kreuznach; † 19. Juli 1945) war ein deutscher Apotheker.

## Leben

### Familie
In der Familie von Aschoff gab es über Generationen in verschiedenen Linien zahlreiche Apotheker. Sein Vater – Hermann Aschoff (* 1834 in Herford; † 1911) – erwarb 1863 die Schwanen-Apotheke in Bad Kreuznach, welche bereits Mitte des 18. Jahrhunderts erbaut wurde. Das Haus wurde auf einem Brückenpfeiler der alten Nahebrücke erbaut, wo es 1784 durch ein Hochwasser zerstört wurde, wobei der Besitzer des Hauses – Apotheker Riem – starb. Die Frau des Apothekers erhielt das Privileg die Apotheke weiterführen zu dürfen und ließ eine neue Apotheke auf dem Inselpfeiler der Nahebrücke erbauen. In diesem Haus wurde Aschoff geboren.

### Werdegang
Aschoff wuchs auf dem Badewörth in der Nähe des Kurzentrums auf, welches zu dieser Zeit internationale Bekanntheit genoss. Gäste aus aller Herren Ländern kamen zu dieser Zeit die Bäder der Stadt besuchen.
Der Vater war sich, genau wie Aschoff selbst, sicher sein Sohn würde die Familientradition bezüglich der Berufswahl fortführen, so kam kein anderer Beruf als der des Apothekers in Frage. Aschoff studierte in Heidelberg, wo ihn aufgrund seiner Vorliebe für Naturwissenschaften die Experimentalvorlesungen von Prof. Victor Meyer sehr beeindruckten. Er selbst betitelte während seines Studiums diese Vorlesungen als „ein in sich geschlossenes Kunstwerk“.
Die Kreuznacher Heilquellen enthalten überwiegend Chlor, Brom und Iod und deren Heilwirkung wurde von Geheimrat Prieger – dem Gründer des Heilbades – deren Gehalt an Brom und Jod zugeschrieben. Schon während des Studiums muss sich Aschoff mit dem Phänomen der Kreuznacher Heilquellen beschäftigt haben: er promovierte über „eine schnell durchführbare Trennung von Chlor, Brom und Jod“.
Das Studium schloss er 1892 ab und übernahm anschließend als Dr. Aschoff die Schwanen-Apotheke seines Vaters. Dr. Aschoff ging neben seinen beruflichen Verpflichtungen seinen wissenschaftlichen Neigungen nach, welche ihn sein ganzes Leben lang beschäftigten. Aufgrund seiner Faszination für die Entwicklungen der Naturwissenschaften dieser Zeit konnte er durch seine natürliche Veranlagung – zum Grübeln, Experimentieren und Forschen – die neuen Erkenntnisse der Physik bei seinen chemischen Überlegungen nutzen. In einem großen Umkreis besaß er als Erster einen Röntgenapparat, um damit Röntgenaufnahmen für die Ärzte Bad Kreuznachs und Umgebung zu machen.

Dr. Aschoff war viele Jahrzehnte Mitglied des Aufsichtsrates der Solebäder AG und während des Krieges auch in der Verwaltung dieser tätig.

„Mir brachte die Kriegszeit neben meinen geschäftlichen Arbeiten noch viel weitere Betätigung, da der Kurdirektor im Felde war und ein großer Teil seiner Arbeit mir oblag. Sehr interessant für mich war es, daß ich dadurch mit dem Kaiser, mit Hindenburg und mit Ludendorff in Berührung kam.“

Trotz seines großen Engagements für wissenschaftliche Beobachtungen und Forschungen widmete er sich auch seinem eigenen Apothekenbetrieb. Kurz nachdem er diesen übernommen hatte, baute er das Apothekenhaus auf der Nahebrücke um; dies kam einem Neubau gleich.
Bis ins hohe Alter experimentierte, untersuchte und schrieb Aschoff; selbst im Alter von 75 Jahren führte er noch eine umfassende Untersuchung des Salinental Kreuznachs durch. Er ließ an 150 Stellen Bohrlöcher in einem Meter Tiefe anbringen und maß darin das vorkommende Radon. Die dabei gewonnenen Ergebnisse und Schlüsse wurden 1943 in der Zeitschrift Der Balneologe veröffentlicht.

## Leistungen
Angeregt durch die wissenschaftlichen Fortschritte seiner Zeit und getrieben von seinem Forscherdrang fing er damit an die Kreuznacher Quellen auf strahlende Stoffe zu untersuchen, worüber er selbst folgende nicht veröffentlichte Aufzeichnung machte:

„1898 isolierte das Ehepaar Curie in Paris aus Joachimstaler Pechblende, einem uranhaltigen Erze, den Träger dieser geheimnisvollen Strahlung, zunächst das "Polonium" genannte Element, dann das RADIUM selbst. Im gleichen Jahre fand C. C. Schmidt eine ähnliche Strahlung bei Thor-Verbindungen. Man stellte drei Strahlenarten, die Alpha-, Beta-, und Gammastrahlen fest.

Elster und Geitel in Wolfenbüttel wiesen 1901 die Emanation nach. Auch die Konstruktion empfindlicher Elektroskope zur Ausführung solcher Untersuchungen wurde auf Veranlassung von Elster und Geitel in Wolfenbüttel aufgenommen.

Man stellte auch fest, daß das Ra in seinen chemischen Eigenschaften dem Barium nahesteht.

In dieser Zeit kam ich auf die Idee, das Sediment der Kreuznacher Quellen, welches sich beim Stehen der Kreuznacher Sole durch Oxydation aus ihr ausscheidet, auf einen eventuellen Gehalt an radioaktiven Stoffen zu untersuchen […]

Die Ausscheidung dieses Sinters findet in großem Maßstab beim Gradierbetrieb statt, indem er sich zum Teil auf den Dornen der Gradierwerke festsetzt. Beim Verbrennen der altgewordenen Dornen wird er gewonnen.

Gerade der Baryumgehalt unserer Solquellen und dann auch des ausgeschiedenen Quellsinters war die Ursache, welche mich zu meinen Untersuchungen veranlaßte, mußte doch bei der Isolierung des Baryums aus dem Sinter etwa vorhandenes Radium mitgewonnen werden.

Nun galt es die Frage zu lösen: Ist dieser Quellbaryt radioaktiv?“

Er musste den Nachweis der eventuellen Strahlung ohne ein Elektroskop erbringen, was ihm mit Hilfe einer fotografischen Platte gelang. Er legte einige Metallgegenstände auf eine in lichtundurchlässigem Papier gehüllte fotografische Platte und setzte diese der Strahlung des Baryts aus. Nach mehrstündigem Entwickeln der Platte zeigten sich die Konturen der Gegenstände als nicht belichtete helle Flächen auf der schwarz grundierten Platte. Er führte weitere Versuche durch, welche alle das gleiche Ergebnis brachten: Das Baryt der Quellen war radioaktiv.

„Man kann sich meine Überraschung und Freude denken.“

Dies schrieb er dazu in seinen Aufzeichnungen. Die Ergebnisse seiner Untersuchungen legte er als erstes den Physikern Elster und Geitel in Wolfenbüttel vor, welche die Wichtigkeit dieser anerkannten und ihm für seine weiteren Arbeiten ein von ihnen konstruiertes Elektroskop zur Verfügung stellten.
In den folgenden Jahren untersuchte er sämtliche Quellen des Bades auf deren Gehalt an Radium, Radium-Emanation, Radiothor und weitere radioaktive Elemente. Der damalige Salinendirektor Neumann wurde Aschoffs Mitarbeiter.
Eine Gruppe Kreuznacher wissenschaftlich denkender, fortschrittlich eingestellter Ärzte entwickelte eine neue Therapie, welche sich schnell bewährte und unter dem Namen Kreuznacher Verfahren und Kreuznacher Schule zu einem festen Begriff geworden ist. Dadurch ist Bad Kreuznach zum ersten Radiumbad der Welt geworden. Aschoffs Arbeiten lösten neue bedeutende Entwicklungen sowohl in Bad Kreuznach als auch in anderen Bädern aus.
Nach Aschoff wurde eine Straße und eine Klinik benannt. Er war Mitglied der Bad Kreuznacher Freimaurerloge Die vereinigten Freunde an der Nahe und zeitweise deren Meister vom Stuhl.

## Werke
- Die radioaktiven Heilmittel des Radium-Solbades Kreuznach – 1910 – Kreuznach (Druck: Voigtländer)
- Die Radioaktivität der Kreuznacher Solquellen : Allgemeinverständl. Abhandl. – 1910 – Kreuznach (Druck: Voigtländer)
- Die Radioaktivität der Kreuznacher Solquellen : Zusammenstellung der Untersuchungen aus den Jahren 1904–1909 - ~1910 – Kreuznach (Druck: Voigtländer)
- Ein Beitrag zur Erklärung der Wirkungsweise der Radium-Solbäder - ~1911 – Kreuznach (Verleger: Voigtländer)
- Das Radiuminhalatorium in Bad Kreuznach – 1913 – Kreuznach (Druck: Voigtländer)
- Die Kreuznacher Kurmittel : Ein Führer durch die Kreuznacher Saline, d. Badehäuser u. d. Radiuminhalatorium – 1913 – Kreuznach (Druck: Cappallo) – Hrsg. von d. Kreuznacher Solbäder-A.G.
- Die Kreuznacher Kurmittel : Führer durch d. Kreuznacher Saline – 1913 – Kreuznach (Verleger: Scheffel) – Hrsg. von d. Kreuznacher Solbäder-Akt.-Ges.
- Kureinrichtungen und Kurmittel des Radium-Solbades Kreuznach : Im Auftr. der Kreuznacher Solbäder-Aktiengesellschaft – 1916 – Kreuznach (Druck: Buss & Kupfer)
- Das Radium-Inhalatorium in Bad Kreuznach – 1916 – Kreuznach (Druck.: Harrach) – Hrsg. vom städtischen Verkehrsamt
- Die Radioaktivität der deutschen Heilquellen und ihr Anteil an deren therapeutischer Wirkung – 1925 – München (Verleger: Verlag der Aerztl. Rundschau O. Gmelin)
- Ueber „Badesalze“ – 1933 – Berlin (Verleger: R. Schoetz)
- Die Heilquellen des Radium-Solbades Kreuznach. – 1936 – Kreuznach (Druck: Harrach)